# Alpaida marmorata
Alpaida marmorata este o specie de păianjeni din genul Alpaida, familia Araneidae. A fost descrisă pentru prima dată de Taczanowski, 1873. Conform Catalogue of Life specia Alpaida marmorata nu are subspecii cunoscute.